# Cumières (Marne)
Cumières és un municipi francès, situat al departament del Marne i a la regió del Gran Est. L'any 2007 tenia 843 habitants.

## Demografia

### Població
El 2007 la població de fet de Cumières era de 843 persones. Hi havia 361 famílies, de les quals 117 eren unipersonals (45 homes vivint sols i 72 dones vivint soles), 124 parelles sense fills, 100 parelles amb fills i 20 famílies monoparentals amb fills.
La població ha evolucionat segons el següent gràfic:
Habitants censats

### Habitatges
El 2007 hi havia 429 habitatges, 380 eren l'habitatge principal de la família, 15 eren segones residències i 34 estaven desocupats. 375 eren cases i 54 eren apartaments. Dels 380 habitatges principals, 268 estaven ocupats pels seus propietaris, 96 estaven llogats i ocupats pels llogaters i 16 estaven cedits a títol gratuït; 3 tenien una cambra, 20 en tenien dues, 68 en tenien tres, 104 en tenien quatre i 185 en tenien cinc o més. 259 habitatges disposaven pel capbaix d'una plaça de pàrquing. A 191 habitatges hi havia un automòbil i a 140 n'hi havia dos o més.

### Piràmide de població
La piràmide de població per edats i sexe el 2009 era:
| Homes | Edats   | Dones |
| ----- | ------- | ----- |
| 0     | 95 o +  | 0     |
| 0     | 90 a 94 | 4     |
| 12    | 85 a 89 | 8     |
| 0     | 80 a 84 | 12    |
| 4     | 75 a 79 | 16    |
| 32    | 70 a 74 | 24    |
| 36    | 65 a 69 | 36    |
| 16    | 60 a 64 | 20    |
| 28    | 55 a 59 | 32    |
| 16    | 50 a 54 | 20    |
| 28    | 45 a 49 | 20    |
| 32    | 40 a 44 | 40    |
| 32    | 35 a 39 | 20    |
| 52    | 30 a 34 | 48    |
| 32    | 25 a 29 | 28    |
| 20    | 20 a 24 | 8     |
| 8     | 15 a 19 | 24    |
| 16    | 10 a 14 | 24    |
| 40    | 5 a 9   | 24    |
| 24    | 0 a 4   | 12    |

## Economia
El 2007 la població en edat de treballar era de 529 persones, 391 eren actives i 138 eren inactives. De les 391 persones actives 378 estaven ocupades (202 homes i 176 dones) i 13 estaven aturades (7 homes i 6 dones). De les 138 persones inactives 60 estaven jubilades, 41 estaven estudiant i 37 estaven classificades com a «altres inactius».

### Ingressos
El 2009 a Cumières hi havia 377 unitats fiscals que integraven 837,5 persones, la mediana anual d'ingressos fiscals per persona era de 22.762 €.

### Activitats econòmiques
Dels 25 establiments que hi havia el 2007, 4 eren d'empreses alimentàries, 4 d'empreses de fabricació d'altres productes industrials, 5 d'empreses de construcció, 3 d'empreses de comerç i reparació d'automòbils, 3 d'empreses de transport, 1 d'una empresa d'hostatgeria i restauració, 1 d'una empresa d'informació i comunicació, 1 d'una empresa financera, 1 d'una empresa de serveis i 2 d'empreses classificades com a «altres activitats de serveis».
Dels 9 establiments de servei als particulars que hi havia el 2009, 1 era una oficina de correu, 1 guixaire pintor, 1 fusteria, 2 lampisteries, 1 electricista, 1 restaurant i 2 salons de bellesa.
Dels 2 establiments comercials que hi havia el 2009, 1 era una gran superfície de material de bricolatge i 1 una botiga de menys de 120 m².
L'any 2000 a Cumières hi havia 145 explotacions agrícoles que ocupaven un total de 224 hectàrees.

## Equipaments sanitaris i escolars
El 2009 hi havia una escola elemental.

## Poblacions més properes
El següent diagrama mostra les poblacions més properes.